# Guan Zhong

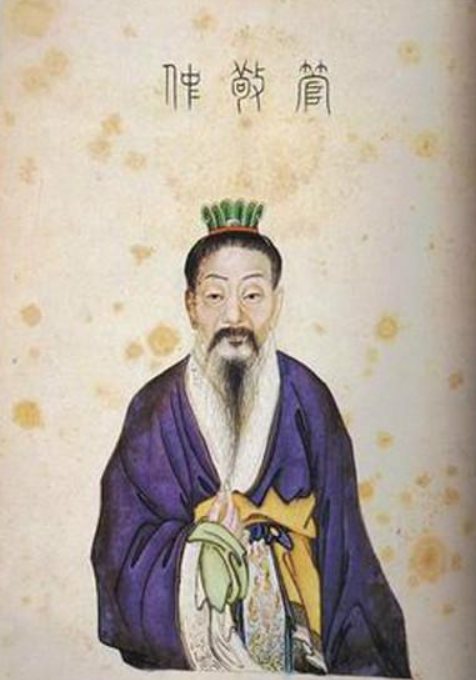
Guan Zhong

Guan Zhong (chinesisch 管仲, Pinyin Guǎn Zhòng; auch Guanzi, chinesisch 管子; * ?, † 645 v. Chr.) war ein berühmter Politiker und Philosoph der Frühlings- und Herbstperiode. Sein Rufname (ming) war Yiwu (chinesisch 夷吾). Guan stammte aus Yingshang (chinesisch 颍上) (dem heutigen Yingshang-Kreis (chinesisch 颍上县) der Provinz Anhui). Er war vierzehn Jahre lang Kanzler des Staates Qi (chinesisch 齊 / 齐) und enger Vertrauter und Berater des Herzogs Huan von Qi (chinesisch 齊桓公 / 齐桓公).
Guan Zhong war mit Bao Shuya (chinesisch 鮑叔牙, Pinyin Bào Shūyá) befreundet, einem Staatsmann aus Qi, der als Minister unter Herzog Huan von Qi diente und diesem Guan als Kanzler empfahl.
In vielen alten Texten wird über ihn berichtet, z. B. im Zuozhuan, Lunyu und Shiji.

## Guanzi(„Meister Guan“)
Unter dem Namen von Guan Zhong wurde ein Buch namens Guanzi (chinesisch 管子) („Meister Guan“) verfasst, darin sind die Taten und Gedanken des Guan Zhong aufgezeichnet.
Dieses Werk wurde jedoch offensichtlich erst Jahrhunderte später kompiliert und gilt als Sammlung verschiedener anonymer Schriften aus der Jixia-Akademie.
Wie die Schriften des Philosophen und Staatsmannes Han Fei, besteht es aus legalistischen und daoistischen Teilen. Guan Zhong gilt als einer der Väter des chinesischen Legalismus.
Das Guanzi wurde von Walter Allyn Rickett ins Englische übersetzt.

## Ausgaben
In der Sammlung Sibu congkan 四部丛刊 ist eine fotografische Reproduktion eines Song-Drucks enthalten.

## Chinesische Literatur
- (Ming) Liu Xu 刘续: Guanzi buzhu 管子补注 (Wenyuange Siku quanshu 文渊阁四库全书)
- (Qing) Dai Wang 戴望: Guanzi jiaozheng 管子校正 (Zhuzi jicheng, 诸子集成, Zhonghua shuju 1978)
- (Qing) Yu Yue 俞樾: Guanzi pingyi 管子平议 (Zhuzi pingyi 诸子平议, Chunzaitang quanshu 春在堂全书)
- (Qing) Hong Yixuan 洪颐煊: Guanzi yizheng 管子义证 (Jixuezhai congshu 积学斋丛书)
- Zhang Binglin 章炳鳞: Guanzi yuyi 管子余义 (Zhangshi congshu 章氏丛书)
- Liu Shipei 刘师培: Guanzi jiaobu 管子斠补 (Liu Shenshu xiansheng yishu 刘申叔先生遗书)
- Guo Moruo 郭沫若: Guanzi jijiao 管子集校 (Kexue chubanshe 科学出版社, 1956)

## Westliche Literatur
- W. Allyn Rickett: Kuan tzu, in: Michael Loewe (ed.): Early Chinese Texts: A Bibliographical Guide. Berkeley 1993, S. 244–251 (beste Übersicht) Online abrufbar
- W. Allyn Rickett: Guanzi : political, economic, and philosophical essays from early China / a study and transl. by W. Allyn Rickett. Two volumes. Princeton, NJ [u. a.] : Princeton Univ. Press, 1985.

| Personendaten    | Personendaten                                  |
| ---------------- | ---------------------------------------------- |
| NAME             | Guan Zhong                                     |
| ALTERNATIVNAMEN  | 管仲 (chinesisch); Guǎn Zhòng (Pinyin); Guanzi |
| KURZBESCHREIBUNG | chinesischer Politiker und Philosoph           |
| GEBURTSDATUM     | 8. Jahrhundert v. Chr.                         |
| STERBEDATUM      | 645 v. Chr.                                    |